# Poble Nou de Sant Rafel
El Poble Nou de Sant Rafel és un poble de la comarca del Comtat, pedania de la seua capital Cocentaina, de la qual hi dista sis quilòmetres, direcció sud.
Té una població de 104 habitants el 2009, tot i que altres fonts n'apunten al voltant de 40. Amb la població disseminada per la partida rural homònima, se sobrepassa el mig miler de persones. Està al vessant septentrional de la Serra de l'Ull del Moro. La trama urbana s'estructura al voltant de dos carrers: el carrer Major i el carrer de Sant Rafel. Compta amb una ermita.

## Història
La història del Poble Nou de Sant Rafel comença l'any 1772. La corona espanyola va restablir en eixe època un vell privilegi medieval promulgat per Alfons IV el 1329: la jurisdicció civil plena i la criminal plena per a aquell que poblara un territori amb almenys quinze veïns cristians que alçaren el mateix nombre de llars. Aleshores, Rafel Descals, terratinent alcoià va aprofitar-se'n d'aquesta mesura per fundar dues noves poblacions, una d'elles a la partida de la Penella, que prendria el nom de la seua onomàstica.
Així, el 1772, Descals signa un contracte de Carta Pobla amb setze colons, els quals rebrien 112 hectàrees de terra i un solar per construir-hi la casa. Per contra, estaven obligats a residir-hi i havien de donar al terratinent la tercera part de la collita de llegums, ametlles, fulles de morera, raïm, gra i oli. La nova localitat va ser un municipi independent fins a l'any 1845, quan passà a ser pedania de Cocentaina.